# Barbatula
Barbatula ist eine Gattung benthischer Süßwasserfische aus der Familie der Bachschmerlen (Nemacheilidae). Die Gattung ist in Europa und Asien heimisch. Barbatula barbatula ist in weiten Teilen Europas verbreitet, während das Vorkommen der anderen Arten auf deutlich kleinere Gebiete beschränkt ist. Die Gattung enthält den einzigen europäischen Höhlenfisch, der im Jahr 2015 im Aachtopf entdeckt wurde.

## Merkmale
Die Tiere besitzen einen zylindrisch-langgestreckten Körper und kleinen Augen, die weit oben am Körper gelegen sind. Das Maul ist unterständig und von 6 Barteln umgeben, mit denen sie bodenlebende Wirbellose aufspüren, von denen sie sich ernähren. Der gelbe Körper ist mehr oder weniger stark marmoriert. Im Unterschied zur ebenfalls in Europa vorkommenden Gattung Oxynoemacheilus endet die Schwanzflosse höchstens schwach konkav und wird von 15–16 Weichstrahlen gestützt (17 bei Oxynoemacheilus).

## Arten
Derzeit sind 20 Arten der Gattung Barbatula bekannt, von denen einige erst in den letzten Jahren beschrieben wurden:
- Barbatula altayensis S. Q. Zhu, 1992
- Bachschmerle (Barbatula barbatula (Linnaeus, 1758))
- Barbatula bergamensis Erk'Akan, Nalbant & Özeren, 2007
- Barbatula compressirostris (Warpachowski, 1897)
- Barbatula dgebuadzei (Prokofiev, 2003)
- Barbatula emuensis Chen et al., 2019[5]
- Barbatula farsica (Nalbant & Bianco, 1998)
- Barbatula gibba Cao, Causse & Zhang, 2012
- Barbatula golubtsovi (Prokofiev, 2003)
- Barbatula leoparda Gauliard et al., 2019
- Barbatula liaoyangensis Chen et al., 2019[5]
- Barbatula linjiangensis Chen et al., 2019[5]
- Barbatula nuda (Bleeker, 1864)
- Barbatula potaninorum (Prokofiev, 2007)
- Barbatula quignardi (Băcescu-Meşter, 1967)
- Barbatula sawadai (Prokofiev, 2007)
- Barbatula sturanyi (Steindachner, 1892)
- Barbatula toni (Dybowski, 1869)
- Barbatula zetensis (Šorić, 2000)
- Barbatula zhangwuensis Chen et al., 2019[5]